# Simering
(Din germană Simmerring®, după numele inginerului austriac care l-a inventat, Walther Simmer. Mot-à-mot, "inel (de etanșare) Simmer". Sinonimul lui Wellendichtring. Marcă înregistrată a companiei Freudenberg & Co. KG din Weinheim. Prima dezvoltare a avut loc în anul 1929, în Kufstein, Tirol, Austria. Simeringul este o garnitură elastică cu rol de etanșare, montată pe axele autovehiculelor.
Simeringurile  sunt etanșări rotative.

## Clasificare
- simeringuri cu sens de rotație
- simeringuri fără sens de rotație
- simeringuri cu buză suplimentară de praf